# Regiões Naturais da Colômbia

Regiões naturais da Colômbia, diferenciadas por cor.

As regiões naturais da Colômbia são divisões territoriais realizadas a partir de características heterogéneas seja quanto a relevo, clima, vegetação, e tipos de solo. Devido a grande diversidade de climas e relevos, na Colômbia estas diferenças regionais se definem por uma série de fatores muito claros, tais como, as características do relevo (seja montanhoso ou plano), a distância até o mar, a média das chuvas e as condições do solo.
De acordo com estas condições podem-se diferenciar na Colômbia seis regiões naturais:
- Amazônica
- Andina
- Caribenha
- Insular
- Orinoquia
- Pacífica

## Ligaçõess externas
- Regiões naturais. Atlas do mundo – Colômbia.
- Instituto Geográfico Agustín Codazzi. Página do IGAC que contém ampla informação geográfica de Colômbia.